# Libecina
Libecina é uma comuna checa localizada na região de Pardubice, distrito de Ústí nad Orlicí.